# Goodna
Goodna är en del av en befolkad plats i Australien. Den ligger i kommunen Ipswich och delstaten Queensland, omkring 20 kilometer sydväst om delstatshuvudstaden Brisbane. Antalet invånare är 7 939.
Runt Goodna är det tätbefolkat, med 286 invånare per kvadratkilometer.. Närmaste större samhälle är Ipswich, omkring 13 kilometer väster om Goodna. 
I omgivningarna runt Goodna växer huvudsakligen savannskog. Genomsnittlig årsnederbörd är 1 252 millimeter. Den regnigaste månaden är januari, med i genomsnitt 248 mm nederbörd, och den torraste är oktober, med 34 mm nederbörd.